# Stößer
Stößer waren vor der Mechanisierung der Steingewinnung spezialisierte Steinhauer in einem Steinbruch. Stößer schlugen große Steinblöcke zu kleinen, handlichen Einheiten. Diese wurden dann zur weiteren Bearbeitung sogenannten Kippern übergeben. Ein guter Stößer zeichnete sich unter anderem dadurch aus, auf einen Blick zu erkennen, wie viele Pflastersteine aus einem Block geschlagen werden konnten.